# فرانكو كوينتيروس
فرانكو كوينتيروس (بالإسبانية: Franco Quinteros)‏ هو لاعب كرة قدم أرجنتيني في مركز ظهير ‏، ولد في 13 أكتوبر 1998 في روساريو في الأرجنتين. لعب مع بانفيلد.

## وصلات خارجية
- فرانكو كوينتيروس على موقع قاعدة بيانات كرة القدم.إي يو (الإنجليزية)
- فرانكو كوينتيروس على موقع Soccerway.com (الإنجليزية)